# Elpidite
La elpidite è un minerale.